# Discordipinna filamentosa
A Discordipinna filamentosa a csontos halak (Osteichthyes) főosztályának a sugarasúszójú halak (Actinopterygii) osztályába, ezen belül a sügéralakúak (Perciformes) rendjébe, a gébfélék (Gobiidae) családjába és a Gobiinae alcsaládjába tartozó faj.

## Előfordulása
A Discordipinna filamentosa a Csendes-óceán nyugati felén, Japán és Malajzia között fordul elő.

## Megjelenése
Ez a hal legfeljebb 1,6 centiméter hosszú. A hátúszóján 7 tüske és 8 sugár, míg a farok alatti úszóján 1 tüske és 8 sugár ül. A tudományos fajnevét, a filamentosa-t, az elülső hátúszóján levő két első sugarának meghosszabbodott, vékony nyúlványáról kapta. 26 csigolyája van.

## Életmódja
Szubtrópusi, tengeri gébféle, amely a korallzátonyokon és a törmelékes tengerfenéken él. Általában 30-82 méteres mélységben tartózkodik.

## Felhasználása
Nincs halászati értéke.